# Bonn Gamecocks
Die Bonn Gamecocks sind ein Verein für American Football aus der Bundesstadt Bonn/Nordrhein-Westfalen, der mehrere Jahre in der German Football League 2, der zweithöchsten deutschen Spielklasse, gespielt hat. Aktuell spielen die Gamecocks in der Regionalliga-West.

## Geschichte
1988 wurde der AFC Bonn Gamecocks 1988 e. V. in Bonn gegründet. 1990 nahmen die Cocks erstmals am Ligabetrieb in der 2. Landesliga Rheinland teil und stiegen zwei Jahre in Folge durch eine Perfect Season mit jeweils 12:0 Punkten in die Regionalliga-West auf, in der sie 1992 spielten. Nach Abstieg und sofortigem Wiederaufstieg verblieben die Cocks  von 1994 bis 1998 in der dritthöchsten Liga Deutschlands. Nach dem Abstieg in die Oberliga NRW, für die die Gamecocks 1999 gelistet waren, zerfiel das Team und zog sich zunächst aus dem Liga-Betrieb zurück. Stattdessen spielten die Gamecocks in der damaligen Senior-Flag-Liga (Flag Football), der heutigen Deutschen Flag-Football-Liga (DFFL) und wurden 2002 deutscher Meister im Flag-Football.
Nach dem Neuaufbau als Tackle-Mannschaft in der Verbandsliga NRW 2003 stiegen die Gamecocks zweimal in Folge auf und spielten 2005 in der Regionalliga-West, in der sie auf Anhieb den dritten Platz erreichen konnten und die Play-offs nur um einen Tabellenrang verpassten.
2006 schafften die Seniors die "Perfect Season" und gingen ungeschlagen in die Relegation um den Aufstieg in die 2. Bundesliga. Die Relegationsspiele gegen die Redcocks aus Frankfurt (Oder) wurden gewonnen, jedoch verzichteten die Gamecocks darauf, eine Lizenz für die 2. Bundesliga zu beantragen.
Im Jahr 2007 konnten die Gamecocks den zweiten Platz in der Regionalliga-West erzielen und sich so für die Aufstiegsrelegation gegen den Meister der Regionalliga-Ost, den Leipzig Lions, qualifizieren. Mit einem 42:26-Sieg in Bonn und einem knappen 22:24-Auswärtssieg konnten sich die Gamecocks damit erneut sportlich für die 2. Bundesliga-Nord qualifizieren. Nach einer Beratung unter dem Team und dem Vorstand wurde beschlossen eine Lizenz für die 2. Bundesliga zu beantragen.
Die Saison 2008 verlief sportlich weniger erfolgreich, denn bereits nach dem 12. Spieltag stand der sportliche Abstieg in die Regionalliga NRW fest. Da die Frankfurt Red Cocks jedoch ihr Aufstiegsrecht zur GFL2 nicht wahrnahmen, hielten die Gamecocks als Nachrücker die Klasse.
Ihre zweite Saison in der GFL2 2009 konnten die Gamecocks als 6. der Tabelle abschließen.

## Titel – Herren
- 1990 Meister der Landesliga NRW
- 1991 Meister der Verbandsliga NRW
- 1993 Meister der Verbandsliga NRW
- 2002 Deutscher Meister der Flag-Liga
- 2003 Meister der Verbandsliga NRW
- 2004 Meister der Oberliga NRW
- 2005 Dritter der Regionalliga-West NRW
- 2006 Meister der Regionalliga-West NRW
- 2007 Vizemeister der Regionalliga-West NRW
- 2008 Siebter der GFL2-Nord
- 2009 Sechster der GFL2 -Nord
- 2010 Siebter der GFL2-Nord
- 2011 Meister der Regionalliga-West NRW
- 2012 Sechster der GFL2-Nord
- 2013 Vierter der GFL2-Nord
- 2014 Sechster der GFL2-Nord
- 2015 Sechster der GFL2-Nord

## Wissenswertes
Mitte 1995 waren die Gamecocks in einer Folge der RTL-Serie SK-Babies zu sehen. Gegner auf dem Spielfeld war das ehemalige GFL-Team Cologne Crocodiles; Lindenstraßen-Schauspieler Christian Kahrmann (Benny Beimer) war als Quarterback der Crocodiles in Aktion.

## Weitere Teams
Neben der Herrenmannschaft gehören auch eine Jugendabteilung mit insgesamt drei Mannschaften (U13/U16/U19) und ein Damenteam, die Bonn Gamecocks Ladies.
Die Erfolge des Varsity-Teams (16–19 Jahre):
- 1992 SG Bonn/Jets Meister der Aufbauliga West
- 1998 Meister der Aufbauliga West
- 2002 Meister der Aufbauliga West
- 2004 Vize-Meister der Jugendleistungsliga NRW
- 2005 Fünfter der Jugendleistungsliga NRW
- 2006 Dritter der Jugendleistungsliga NRW
- 2007 Erster der Jugendleistungsliga NRW
- 2008 Zweiter der Jugendleistungsliga NRW
- 2009 Erster der Jugendregionalliga NRW
- 2010 Erster der Jugendregionalliga NRW und Aufstieg in die German Football League Juniors (GFLJ)
- 2011 4. Platz in der GFLJ Gruppe West
- 2012 3. Platz in der GFLJ Gruppe West
- 2018 Meister der Regionalliga und Aufstieg in die GFLJ Gruppe West

In der Saison 2006 gründete der Verein ein Flag-Football-Team für Kinder und Jugendliche von 10 bis 14 Jahren. In seiner ersten Saison im offiziellen Ligabetrieb 2007 gewann das Team zwei Spiele und erreichte den 5. Platz in der Gruppe West der Jugendflagliga NRW. In der Saison 2009 gewannen die Flaggies alle Spiele. Im selben Jahr wurde die C-Jugend für Jungs und Mädchen gegründet.